# Asnois, Vienne
Asnois là một xã, tọa lạc ở tỉnh Vienne trong vùng Nouvelle-Aquitaine, Pháp. Xã này có diện tích 16,26 kilômét vuông, dân số năm 2006 là 149 người. Xã nằm ở khu vực có độ cao trung bình 160 m trên mực nước biển. Dân địa phương danh xưng tiếng Pháp là Asnoisiens.

## Hành chính
| Danh sách các xã trưởng |                  |                 |      |         |
| Giai đoạn               | Giai đoạn        | Tên             | Đảng | Tư cách |
| tháng 3 năm 2001        | tháng 3 năm 2008 | Hubert Delhomme |      |         |
| tháng 3 năm 2008        |                  | Thierry Neel    |      |         |

## Biến động dân số
| Năm | 1962 | 1968 | 1975 | 1982 | 1990 | 1999 | 2006 |
| --- | ---- | ---- | ---- | ---- | ---- | ---- | ---- |
| Dân số | 288  | 313  | 229  | 214  | 183  | 151  | 149  |
| From the year 1962 on: No double counting—residents of multiple communes (e.g. students and military personnel) are counted only once. |      |      |      |      |      |      |      |